# غله دار (إيران)
غلة دار (بالفارسية: گله‌دار) هي مدينة تقع في إيران في فارس. يقدر عدد سكانها بـ 9,982 نسمة .